# Streichquartett Nr. 13 „Rosamunde“
Das Streichquartett Nr. 13 „Rosamunde“ in a-Moll op. 29 D 804 ist ein kammermusikalisches Werk des österreichischen Komponisten Franz Schubert. Den Beinamen trägt das Quartett wegen einer im zweiten Satz ausführlich variierten Melodie aus Schuberts früherer Komposition für das gleichnamige Schauspiel von Helmina von Chézy. Schubert widmete das Werk dem befreundeten Violinisten Ignaz Schuppanzigh, der es mit seinem renommierten Schuppanzigh-Quartett am 14. März 1824 in Wien uraufführte. Es ist das einzige Streichquartett des Komponisten, das zu seinen Lebzeiten öffentlich aufgeführt wurde.

## Entstehung
Das „Rosamunde“-Quartett zählt zur melancholischen und musikalisch komplexen, fast symphonisch wirkenden Spätphase des kammermusikalischen Schaffens Franz Schuberts, das mit seinem berühmten Streichquintett (1828) seinen Abschluss fand. Schuberts 13. Streichquartett entstand zur selben Zeit wie sein heute noch bekannteres Streichquartett Nr. 14 „Der Tod und das Mädchen“. Vier Jahre vor seinem Tod war Schubert durch physische und psychische Gebrechen bereits stark gezeichnet. Aus den Werken spricht die Auseinandersetzung mit Vergänglichkeit, Tod und Erlösung, aber auch die stilistische Reife und melodische Meisterschaft Schuberts, die seine letzten Streichquartette in einer Reihe mit denen seines musikalischen Maßstabs Ludwig van Beethoven stehen lässt.

## Aufbau und Stil
Das Streichquartett ist klassisch viersätzig komponiert. Die Satzbezeichnungen lauten wie folgt:
- Allegro ma non troppo
- Andante
- Menuetto – Allegretto – Trio
- Allegro moderato

Der Kopfsatz ist vom Widerstreit zärtlich-kantabler und schwermütiger Motive, stilistisch vom Zusammenspiel singend liedhafter Elemente mit dichten, kontrapunktischen Passagen geprägt. Als Eigenzitat taucht hier eine melancholische Melodie aus Schuberts Gretchen am Spinnrade (D 118) auf. Der zweite Satz dreht sich um ein mehrfach von Schubert wiederaufgegriffenes Thema aus dem Entr’acte No. 3 seiner Rosamunde-Musik (D 797), das er virtuos variiert, dabei jedoch stets die wehmütig-verträumte Atmosphäre wahrt. Gleiches gilt auch für den dritten Satz, in dem selbst ein Ländler durch dunkle Basstöne eingefärbt ist und dadurch beschwerlich wirkt. Es finden sich zudem Anklänge an Schuberts Komposition Die Götter Griechenlands (D 677, nach einem Gedicht von Friedrich Schiller). Im Finale scheint das Werk mit tänzelnden Rhythmen aufzubegehren, bleibt jedoch auch hier der Grundstimmung verhaftet.

## Rezeption
Die Aufführung des Werkes durch den vor allem durch seine Uraufführungen der späten Beethoven-Quartette berühmt gewordenen Ignaz Schuppanzigh und sein Ensemble war für Schubert ein großer Erfolg. Sowohl Presse als auch prominente Kritiker äußerten sich wohlwollend bis begeistert über das Werk, das wenig später vom Musikverlag Sauer & Leidesdorf veröffentlicht wurde. Der erhoffte Durchbruch für die zu Lebzeiten kaum beachteten Instrumentalkompositionen Schuberts bleibt jedoch aus. Heute zählt das Rosamunde-Quartett zum Standardrepertoire vieler renommierter Ensembles und wird häufig gemeinsam mit dem Quartett Der Tod und das Mädchen eingespielt und aufgeführt.